# Krister Larsson Lagersvärd
Jan Krister Lennart Larsson Lagersvärd, till mitten av 1990-talet Larsson, född 14 september 1934 i Lunds stadsförsamling i Malmöhus län, död 22 september 2022 i Täby distrikt i Stockholms län, var en svensk militär.

## Biografi
Lagersvärd avlade officersexamen vid Krigsskolan 1956 och utnämndes samma år till fänrik vid Södra skånska infanteriregementet. Han gick Stabskursen vid Militärhögskolan 1964–1966, befordrades till kapten 1966 och tjänstgjorde 1966–1976 vid Arméstaben samt befordrades till major 1972 och till överstelöjtnant senare samma år. Han tjänstgjorde vid Södra skånska infanteriregementet 1976–1977 och var chef för Sektion 2 vid staben i Södra militärområdet 1977–1979. År 1979 befordrades han till överste, varpå han var ställföreträdande chef för Värmlands regemente 1979–1980 och planeringsdirektör vid Enheten för centralplanering på Försvarets materielverk 1980–1983. Lagersvärd befordrades till generalmajor 1983, varefter han var chef för Arméstaben 1983–1988 och chef för Försvarshögskolan 1988–1994.
Han var expert i Försvarets ledningsutredning (FLU 74) och i 1979 års materielanskaffningskommitté. Därtill var han ordförande i Sveriges militära idrottsförbund 1984–1994, ordförande i Svenska pistolskytteförbundet 1985–1989 och ordförande i Sveriges släktforskarförbund 1995–2001.
Lagersvärd invaldes 1982 som ledamot av Kungliga Krigsvetenskapsakademien.

### Utmärkelser
- Riddare av Svärdsorden, 1974.[7]